# Sant Miquel d'Eina
Sant Miquel d'Eina és l'església parroquial del poble i comuna cerdana d'Eina, a la Catalunya del Nord.
Està situada a la part més alta del poble, al seu sud-oest, dins del que havia estat el recinte del castell d'Eina.
És una església petita, fruit d'una reconstrucció del segle xviii. Està documentada des del 1270, i consta d'una sola nau, acabada amb un cor sobreelevat separat de la nau per un arc triomfal. Hi ha dues capelles laterals, una a cada banda, i al costat de l'església es dreça una torre-campanar quadrada, amb teulada principal. La façana sud-oest té la porta de l'església, damunt de la qual es troba una espadanya adovellada, amb dos arcs de mig punt.

## Mobiliari

Interior de l'església

L'església conserva retaules barrocs, com el de Sant Miquel, a l'altar major, datat el 1749, el del Roser, del 1739, i el del Crucifix, actualment molt malmès. Hi havia hagut una marededéu romànica, del segle xii (una de les marededéus cerdanes més boniques), que fou malauradament sostreta.